# عمرو وردة
عمرو مدحت محسن وردة (مواليد 17 سبتمبر 1993؛ في الإسكندرية)، هو لاعب كرة قدم مصري، يلعب في مركز الوسط المهاجم مع أنورثوسيس فاماغوستا في الدوري القبرصي الممتاز ومنتخب مصر لكرة القدم.

## مسيرته الكروية

### بداية المسيرة
بدأ وردة مسيرته الكروية كناشئ بنادي سبورتينج السكندري وقدم أداءً مميزاً لفت أنظار النادي الأهلي المصري إليه وظلت عيون النادي تراقبه لمدة ثلاث سنوات وطالبته بالانضمام إلى القلعة الحمراء،[بحاجة لمصدر] إلا أنه كان يريد اللعب في توتنهام الإنجليزي -علي حد قوله- ولكنه وافق علي الذهاب للقلعة الحمراء في النهاية.

### الأهلي
انتقل وردة إلى الأهلي في يناير 2011، وكان عمره 17عاماً وشارك مع فريق الشباب تحت 20 عاماً وتألق معه حتى ثبت أقدامه معه حتي تم تصعيده للفريق الأول بطلب من المدير الفني للنادي في هذا الوقت البرتغالي مانويل جوزيه ولكن لم يأخذ وردة فرصته في الفريق الأول وواجه صعوبات كبيرة في التواجد وسط منافسة كبيرة من لاعبين مثل محمد أبو تريكة ومحمد بركات وعماد متعب وفلافيو، ليظل جليس دكة الاحتياطي دون أي فرصة حقيقية للمشاركة، ثم عاد وردة مرة أخرى لصفوف فريق الناشئين، وقاد الفريق للفوز بدوري تحت 20 سنة في 2014. بعدما ساهم في تتويج شباب الأهلى بلقب الدورى، فتم تصعيده مرة أخرى للفريق الأول، ولكن تكرر السيناريو ولم ينل فرصته.

### الاتحاد السكندري
قرر البحث عن فرصة للتواجد في أرض الملعب في ظل عدم المشاركة مع الأهلي، وجاءت تلك الفرصة عن طريق الإعارة لنادي الاتحاد السكندري تحت قيادة حسام حسن وبالفعل أثبت وردة نفسه مع الاتحاد، وكان من ركائز الفريق الأساسية، ولذلك رفض النادى الأهلي تمديد إعارته ليعود مجددًا إلى القلعة الحمراء، وفور عودته لجدران النادي الأهلي، تلقى وردة عرضا للعب لنادي إشبيلية الإسباني، إلا أن العرض قوبل بالرفض من جانب وردة بسسبب عدم تمكنه من التكيف مع أعضاء الفريق الذين قضى أسبوعاً معهم للمعايشة لذا عاد مرة أخرى للأهلي.

### بانيتوليكوس
قرر الأهلي بيع وردة في فترة الانتقالات الصيفية عام 2015 لنادي بانيتوليكوس اليوناني، انتقل وردة إلى اليونان وارتدي القميص رقم «74» تكريمًا لشهداء النادي الأهلي في كارثة ستاد بورسعيد، ظهر الدولى المصرى بمستوي جيد مع بانيتوليكوس وسجل هدفًا في ثاني مبارياته في الدوري اليوناني من كرة رأسية، قاد بها فريقه للفوز بهدفين نظيفين. وحصل وردة علي أفضل لاعب في مباراة فريقه امام أستيراس تروبوليس بنسبة 66% حسب التصويت الذي أعلنه الموقع الرسمي لنادي بانيتوليكوس، كما اختار اتحاد اللاعبين المحترفين في اليونان هدف عمرو وردة كأفضل أهداف الجولة الثانية من الدوري اليوناني، بنسبة تصويت بلغت 32% من أصوات المشاركين من الجمهور. وفي الجولة الثالثة، فاز فريقه بهدف نظيف علي فريق بانثراكيكوس، جاء عن طريق تمريرة من عمرو وردة بالرأس إلى المهاجم الذي أودعها في الشباك، وليساهم بتمريرته في فوز فريقه بالمباراة التي صعدت به إلى المركز الرابع. وفي الجولة الخامسة حصل وردة علي جائزة أحسن لاعب في مباراة فريقه أمام كالوني، على الرغم من هزيمة فريقه بخمسة أهداف مقابل هدف، إلإ أنه استحوذ علي 52% من أصوات مشجعي الفريق عبر الموقع الرسمي ومع مرور الوقت صار وردة لاعبا مهما للنادي.

### باوك
في 24 يناير 2017، وقع لاعب خط الوسط المهاجم المصري عقدا لمدة 3.5 سنوات مع نادي باوك، مقابل مرتب سنوي قدره 250.000 يورو، ورسوم انتقال قُدرت بـ350.000 يورو، في حين حافظ بانيتوليكوس على نسبة 15% من رسوم البيع في المستقبل. أصبح وردة بذلك سابع لاعب مصري يلعب لصالح النادي، حيث سبقه مجدي طلبة، حسام حسن، إبراهيم حسن، عبد الستار صبري، شيكابالا وأمير عزمي. اختار وردة أن يرتدي رقم 7 في اليونان (المسابقات المحلية) و74 في المباريات الأوروبية. في 23 أبريل 2017 سجل أول هدف له في الدوري الممتاز مع باوك في فوز 3-1 ضد بلاتانياس.

### مع المنتخب
في 11 أكتوبر 2015 قدم وردة أول ظهور له مع منتخب مصرفي المباراة الودية ضد زامبيا في أبو ظبي، وكان الموسم الاستثنائي لوردة مع بانيتوليكوس جواز سفره ليتم استدعاؤه من قبل هيكتور كوبر المدير الفني لمنتخب مصر إلى كأس الأمم الإفريقية لكرة القدم 2017 في الجابون، كما قدم وردة أداءً طيباً فيها وساعد وردة مصر بالتعاون مع بعض النجوم الآخرين مثل محمد صلاح لاعب نادي ليفربول ومحمد النني لاعب نادي أرسنال ورمضان صبحي لاعب ستوك سيتي والحارس المخضرم عصام الحضري على الوصول إلى المباراة النهائية والحصول على المركز الثاني، ومن اللحظات المهمة لوردة في البطولة نجاحه في تسجيل آخر ركلة ترجيح في الدور قبل النهائي ضد بوركينا فاسو وكان لتسجيلها دور في الوصول بمصر إلى النهائي بعد أن تصدى عصام الحضري للركلة التي جاءت بعدها لتنتهى المباراة بفوز مصر 4-3 بركلات الترجيح، ولكن المباراة النهائية انتهت بهزيمة مصر 1-2 أمام الكاميرون.
شارك وردة مع منتخب مصر في كأس العالم عام 2018، ولعب أساسيا المباراة الأولى ضد أوروجواي التي انتهت بنتيجة 1-0 لصالح أوروجواي وتلقى إشادة من بعض الصحفيين لأدائه في المباراة، وشارك كبديل في المباراة الثانية أمام روسيا التي انتهت بفوز روسيا 3-1.

## اتهامات بالتحرش
في يناير من عام 2013 في تونس، تم اتهام وردة باقتحام إحدى غرف فندق معسكر منتخب الشباب وتعدى على فتاة فرنسية فاستدعت الأمن وتدخل مسؤولو البعثة لإنقاذ الموقف، وتم ترحيله من تونس بعد "الفضيحة" التي افتعلها عندما قرر عصام عبد الفتاح رئيس بعثة المنتخب وقتها وربيع ياسين المدير الفنى ترحيل اللاعب إلى القاهرة. وبعد رحيله عن النادي الأهلي، اتُّهِمَ بإلقيام بأفعال تحرش في اليونان، حيث أنه وأثناء احترافه في الدوري اليوناني مع نادي باوك، استبعد من قائمة الفريق لأسباب أخلاقية، وأن عقده لن يستكمل وتحفظ المدير الفني على سلوكياته كما لم يتم استدعاؤه لمعسكر باوك في هولندا حتى وإن كان الفريق قد ضم اللاعب من نادي بانيتوليكوس اليوناني مقابل ربع مليون يورو، وقررت إدارة النادي وقتها إعارته لنادي فيرينسي البرتغالي لعام، ولم تمض سوى 3 أيام من مشاركته بتدريبات النادي البرتغالي، خرجت الصحافة البرتغالية تهاجمه بسبب قيامه بالتحرش باثنين من زوجات لاعبي فريقه الجديد. أصدرت إدارة النادى قرارًا رسميًا بفسخ التعاقد معه، وإعادته إلى ناديه باوك اليوناني بسبب سلوكه السيئ.
في 2019، تم تداول فيديوهات تحرش جنسي له وقرر الاتحاد المصري لكرة القدم رسمياً باستبعاد اللاعب تماماً من المنتخب، ولكن قام الاتحاد المصري لاحقاً بتخفيض العقوبة على مباراة واحدة والسماح له بالعودة، وقام بعدها بتقديم اعتذار للجميع.
في أزمة جديدة للاعب عمرو وردة تم إتهامه مرة أخرى من قبل صحف اليونانيه بالتحرش بإحدى الفتيات وإرساله رسائل غير لائقة لها على إحدى منصات تواصل الاجتماعي، هذا وقد كان الاعب قد تم طرده الشهر الماضي من نادي آيل لاريسا اليوناني لأسباب لم يتم الإعلان عنها! وقد تعالت أصوات التي تدافع عن عمرو وردة في أثناء فضيحته مع المنتخب المصري عام 2019 حيث تم استبعاده في بادئ الأمر إلا أن دفاع بعض الاعبين الدوليين عنه ودفاع بعض الجماهير عنه أيضا أدى إلى عودته إلى صفوف المنتخب مرة أخرى، ليكرر تحرشه بعدد كبير من الفتيات دون خوف من حساب قانوني أو مجتمعي لم يرفض فعله بل شجعه على الاستمرار فيه.

## إحصائيات
آخر تحديث 15 يونيو 2018.

### النادي
| النادي                   | الموسم   | الدوري                  | الدوري    | الدوري  | الكأس     | الكأس   | قاريا     | قاريا   | أخرى      | أخرى    | المجموع   | المجموع |
| النادي                   | الموسم   | النوع                   | المشاركات | الأهداف | المشاركات | الأهداف | المشاركات | الأهداف | المشاركات | الأهداف | المشاركات | الأهداف |
| ------------------------ | -------- | ----------------------- | --------- | ------- | --------- | ------- | --------- | ------- | --------- | ------- | --------- | ------- |
| الأهلي                   | 2013–14  | الدوري المصري الممتاز   | 1         | 0       | 0         | 0       | —         | —       | —         | —       | 1         | 0       |
| الاتحاد السكندري (إعارة) | 2014–15  | الدوري المصري الممتاز   | 16        | 1       | 0         | 0       | —         | —       | —         | —       | 16        | 1       |
| نادي بانيتوليكوس         | 2015–16  | الدوري اليوناني الممتاز | 27        | 5       | 3         | 0       | —         | —       | —         | —       | 30        | 5       |
| نادي بانيتوليكوس         | 2016–17  | الدوري اليوناني الممتاز | 12        | 4       | 3         | 1       | —         | —       | —         | —       | 15        | 5       |
| نادي بانيتوليكوس         | المجموع  | المجموع                 | 39        | 9       | 6         | 1       | —         | —       | —         | —       | 45        | 10      |
| باوك                     | 2016–17  | الدوري اليوناني الممتاز | 8         | 2       | 2         | 0       | 2         | 0       | 2         | 0       | 14        | 2       |
| باوك                     | 2018–19  | الدوري اليوناني الممتاز | 0         | 0       | 0         | 0       | 0         | 0       | 0         | 0       | 0         | 0       |
| باوك                     | المجموع  | المجموع                 | 8         | 2       | 2         | 0       | 2         | 0       | 2         | 0       | 14        | 2       |
| نادي أتروميتوس (إعارة)   | 2017–18  | الدوري اليوناني الممتاز | 23        | 8       | 5         | 3       | —         | —       | —         | —       | 28        | 11      |
| الإجمالي                 | الإجمالي | الإجمالي                | 87        | 19      | 13        | 4       | 2         | 0       | 2         | 0       | 104       | 23      |
| مرجع:                    |          |                         |           |         |           |         |           |         |           |         |           |         |

1. ↑  Appearances in the الدوري الأوروبي.
2. ↑  Appearances in the Greek League playoffs.

### دوليا
اعتبارا من 19 يونيو 2018.
| منتخب مصر | منتخب مصر | منتخب مصر |
| العام     | المشاركات | الأهداف   |
| --------- | --------- | --------- |
| 2015      | 3         | 0         |
| 2016      | 2         | 0         |
| 2017      | 7         | 0         |
| 2018      | 7         | 0         |
| المجموع   | 19        | 0         |

## إنجازاته
باوك
- كأس اليونان: 2016–17

أتروميتوس
- جائزة أفضل لاعب بالدوري اليوناني لموسم 2017–18.[21][22]

## روابط خارجية
- عمرو وردة على موقع الاتحاد الدولي (مؤرشف)  (الإنجليزية)
- عمرو وردة على موقع الاتحاد الأوربي (الإنجليزية)
- عمرو وردة على موقع قاعدة بيانات كرة القدم.إي يو (الإنجليزية)
- عمرو وردة على موقع ناشيونال فوتبول تيمز (الإنجليزية)
- عمرو وردة على موقع Soccerway.com (الإنجليزية)